# Mauricio García Vega

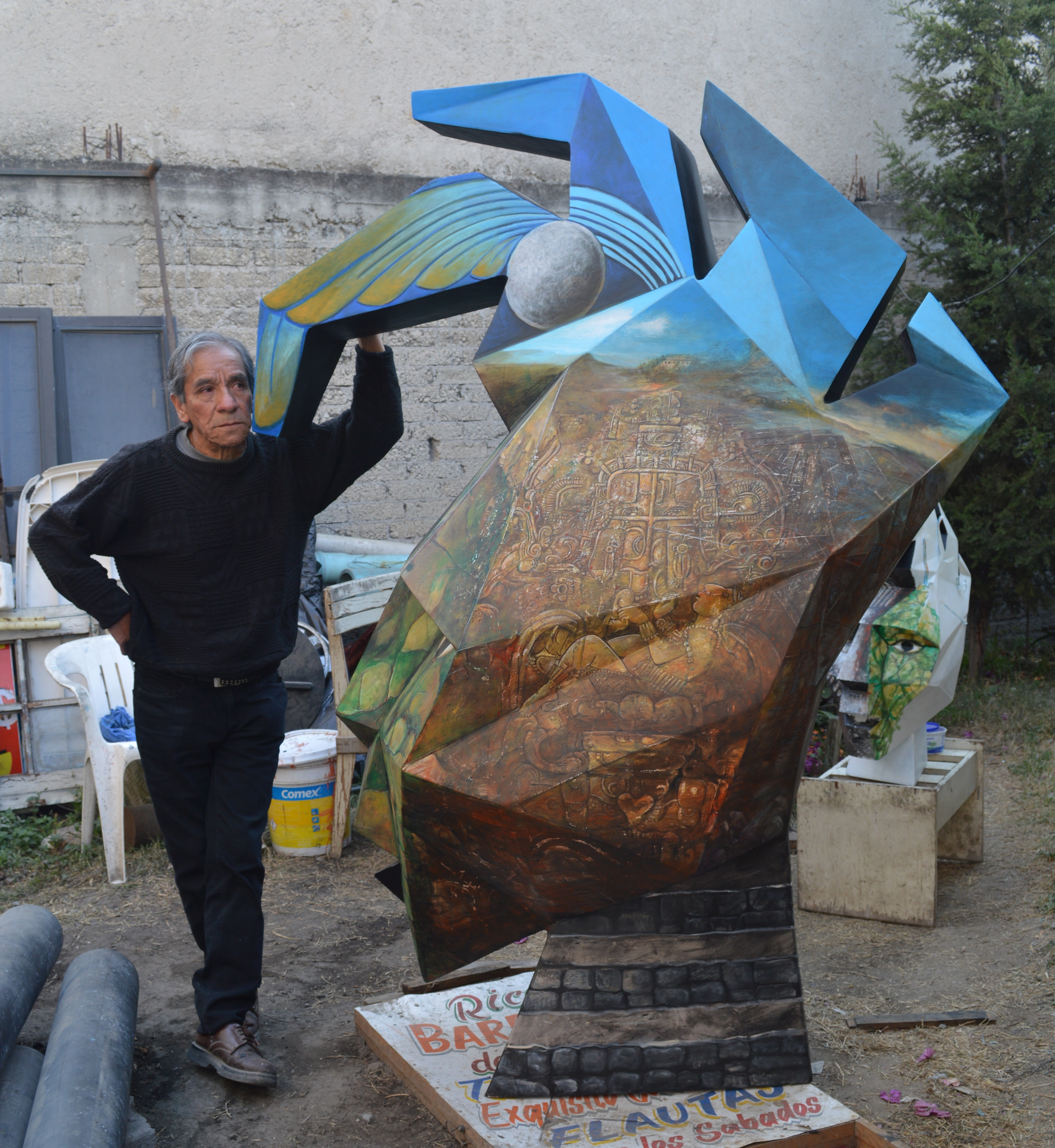
El artista con una obra en proceso en su taller en Ciudad Nezahualcóyotl.

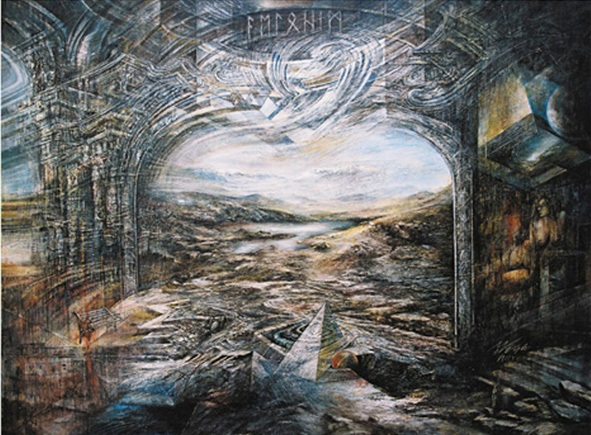
Hacia lo arcano (Towards the arcane).

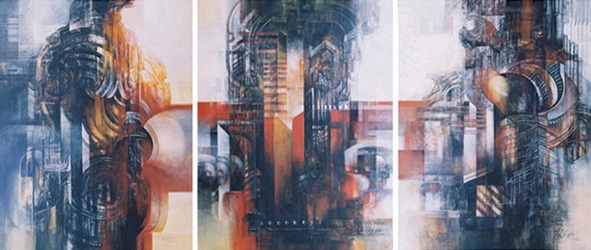
Metropolis I.

Mauricio García Vega (Ciudad de México, 21 de diciembre de 1944) es un artista experimentalista mexicano cuyos trabajos han sido reconocidos con varios premios y permisos de membresía en el Salón de la Plástica Mexicana. Su trabajo está más inclinado a los paisajes urbanos, frecuentemente con temas oscuros y un sentimiento caótico. Él trabaja por su cuenta y con su hermano Antonio García Vega. Vive y trabaja en Ciudad Nezahualcóyotl, en los suburbios de la Ciudad de México.

## Vida
Mauricio García Vega es el hermano mayor del artista Antonio García Vega y tiene el sobrenombre de Untonten. Entre 1965 y 1967 estudió en el Instituto AFHA de Artes Plásticas, en Barcelona (España). De 1968 hasta 1972, estudió en la Escuela Libre de Arte y Publicidad en la Ciudad de México, enfocándose en ilustración con Alberto Beltrán. En 1975 aprendió litografía con Leo Acosta. En 2006 aprendió el arte de grabado en el Promedart Workshop.
En 2002 fue aceptado como miembro del Salón de Plástica Mexicana y ha servido en la organización del comité del 2005 al 2006.

## Carrera
García Vega ha tenido más de 180 exhibiciones individuales y colectivas en México, en los Estados Unidos, Argentina, España y Francia. En México, su trabajo ha sido presentado en el Museo de Arte Contemporáneo de Monterrey, el Museo de Arte de Mazatlán, el Museo Regional de Antropología en Puebla la Casa de la Cultura de Oaxaca, el Museo de los Pintores Oaxaqueños, el sitio del museo de la zona arqueológica de Teotihuacán, el Museo Felipe Santiago Gutiérrez en Toluca, la Universidad Tecnológica de Nezahualcóyotl, el Tecnológico de Estudios Superiores en Chimalhuacán, la Galería siglo XXI en el Centro Médico del Seguro Social, el Museo Casa de León Trotsky y otros. Ha también participado en varias competencias bienales como la III Bienal de Pintura, Museo de Arte Contemporáneo Rufino Tamayo en la Ciudad de México en 1986. De igual manera, participó en la VI Bienal Nacional de Pintura y Grabado, Museo de Arte Contemporáneo en Morelia en 2007.
Mauricio Vega ha trabajado también con su hermano Antonio García Vega en varios proyectos. Uno de estos fue la exhibición llamada Aus Der Tiefe (del alemán: Desde lo profundo) la cual consistía de cincuenta piezas como pinturas, relieves y dibujos, expuestos del 2010 al 2012 en varios locales culturales como: el Salón de la Plástica Mexicana, el Tecnológico de Estudios Superiores de Chimalhuacán y la Galería Abad Plácido Retmeire.
Entre sus premios y reconocimientos se incluye una mención honorífica en la primera competencia de la Industria Compleja de Sahagún (1980), una mención honorífica en el evento de Marcas, Símbolos y Logos en el Palacio de Bellas Artes (1985), una mención honorífica en la primera competencia, Los Retratos de Sor Juana, en Toluca (1989), primer lugar en el Salón Anual de Pintura de Pintura del Salón de la Plástica Mexicana (2002), segundo lugar en el Salón Anual de Dibujo y Grabado, en la misma institución (2003), mención honorífica en la VI Bienal Nacional de Pintura y Grabado en el Museo de Arte Contemporáneo en Morelia (2007), segundo lugar en el Salón Anual de Dibujo y Grabado en el Salón de la Plástica Mexicana (2011) y recientemente primer lugar en el Salón Anual de Pintura en la misma institución.

## Arte
Los trabajos de Mauricio García Vega, como los de su hermano Antonio, intentan abordar frecuentemente temas de la decadencia humana. Las imágenes no son realistas y generalmente están distorsionadas. Frecuentemente presentan paisajes urbanos de sentimiento caótico. Las series de Aus der Tiefe lidian con la violencia de la sociedad humana. García Vega considera sus trabajos como catárticos (especialmente para él, ya que él es el que pinta).
Afirma que sus principales influencias son Francis Bacon y Giovanni Battista Piranesi, el expresionismo alemán y las Pinturas negras de Francisco de Goya.
Normalmente utiliza acrílico, porque es una pintura que se seca más rápido que la pintura a base de aceite.
De acuerdo al crítico de arte Carlos Blas Galindo, los trabajos de García Vega fueron hechos para inquietar, mover, impactar, impresionar, sorprender y asombrar a los observadores. Sus imágenes pueden evocar un sentido de terror, sublime, siniestro, grotesco, brutal y dramático.
Sus trabajos son normalmente hechos en forma de dípticos y trípticos.

## Vida personal
En 2003, cuando García Vega tenía 58 años, se casó con la cantante María José (de 27). Diez años después, el 25 de agosto de 2014 tuvieron su primera hija, llamada Valeria García Loyola.